# Yannick Schroeder
Yannick Schroeder (ur. 10 sierpnia 1979 roku w Metz) – francuski kierowca wyścigowy.

## Kariera
Schroeder rozpoczął karierę w wyścigach samochodowych w 1997 roku od startów we Francuskiej Formule Renault, gdzie raz stawał na podium. Z dorobkiem 39 punktów uplasował się tam na 11 pozycji w klasyfikacji generalnej. W późniejszych latach pojawiał się także w stawce Masters of Formula 3, Europejskiego Pucharu Formuły Renault, Francuskiej Formuły 3, American Le Mans Series, Euro 3000, FIA GT Championship NGT oraz Formuły 3000.